# Vultureşti (Olt)
Vultureşti é uma comuna romena localizada no distrito de Olt, na região de Oltênia. A comuna possui uma área de 45.11 km² e sua população era de 2501 habitantes segundo o censo de 2007.